# Двадцять дев'ятий комплекс
29-й комплекс — організоване злочинне угруповання, яке діяло у 1990-2000-х роках на території республіки Татарстан, Москви, України. Одне з найбільших і наймогутніших злочинних угруповань Росії 2000-х років.

## Історія створення угруповання
Угруповання «29 комплекс» сягає своїм корінням в історію будівництва міста Набережні Челни в республіці Татарстан. У ті роки на постійне місце проживання там залишалися добровольці з будівельних загонів. У місто не пускали ув'язнених та інших неблагонадійних осіб.
Мікрорайони в Набережних Челнах називаються комплексами. Багато злочинних угруповань міста отримали свою назву саме по цих комплексах, в тому числі і «29-й комплекс».
Угруповання «29-й комплекс» об'єднала ідея здорового способу життя при скоєнні злочинів, правила в ньому були суворими: повна заборона наркотиків, зведення до мінімуму вживання тютюнових виробів й алкоголю, заняття спортом.
Лідером «29-го комплексу» став Мансур Сафін.
Як і інші угруповання Набережних Човнів, члени «29-го комплексу» брали участь в масових бійках, але після того, як в бійках з ними кілька десятків людей опинилися на лікарняних ліжках, багато членів угруповання були засуджені, в тому числі і Сафін. Покарання коштувало йому лідерства - новим главою «29-го комплексу» став Адиган Саляхов на прізвисько Алік Великий.

## «29-й комплекс» в 1990-і роки
Втративши корону, Мансур Сафін опинився на других ролях і незабаром був убитий у власному недобудованому котеджі єдиним пострілом з автомата. Таким чином Саляхов домігся свого - він став одноосібним правителем «29-го комплексу». Ватажком Саляхов був нещадним по відношенню до всіх, хто викликав якесь невдоволення. Одного косого погляду в сторону Аліка вистачило б, щоб опинитися на лікарняному ліжку.
«Двадцатьдев'ятники», як їх називали, швидко підім'яли під себе більшу частину підприємств Набережних Челнів і вийшли далеко за його межі.
Швидко мінливі умови життя не залишили осторонь і «29-й комплекс». Саляховим було прийнято управлінське рішення - була створена так звана «трійка», в яку крім Аліка увійшли також Юрій Єременко на прізвисько Єрема та Олександр Власов по кличці Шурин. Щомісячний дохід їх фірм становив сотні тисяч доларів.
Однією з таких фірм було ТОВ «Акбарс», засноване в Москві в березні 1994 року Саляховим (23,36%), Власовим (18,69%), Єременком (1,87%), а також Наїлем Нуріахметовим, Росілем Рахматулліним і Василем Якеменком (керівник Федерального агентства Росії у справах молоді, раніше очолював Державний комітет Російської Федерації у справах молоді, керував рухами «Ті, що йдуть разом» і «Наші»). У 2008 році ця фірма була виключена з ЕГРЮЛ, встигнувши увійти в більш ніж 200-томну кримінальну справу № 192 529.
Ближче до кінця 1990-х років Саляхов зі спільниками і великим загоном бандитів перебрався в Москву, де всі ОПГ, що вийшли з Татарстану, називали «казанськими». Наглядати в Набережних Челнах залишився Рузаль Асадуллін на прізвисько Рузалік. Він щомісяця збирав гроші з підконтрольних фірм і відправляв їх в Москву, приблизно по мільярду рублів за рік. Гроші перевозилися прямо в мішках. У Москві троє лідерів придбали житло і легальний бізнес.
Незабаром Рузалік став дозволяти собі занадто великі вольності. У тій частині угруповання, яка залишилася в Набережних Челнах, почався алкоголізм і наркоманія. Рузалік став наркозалежним, почав красти частину тих грошей, що йшли Саляхову. Підсумок розгульного життя був закономірний - в 1998 році Рузалік був засуджений за побиття людини на 3 роки. Алік відсторонив Рузаліка від керівництва угрупованням і поставив на його місце Раміля Валєєва по кличці Рамушкін. У нього справи пішли непогано. За оперативною інформацією, щомісяця відвозили в Москву Саляхову понад 2 мільйони доларів.
Але незабаром в верхівці угруповання стався розкол. Єременко і Власов об'єдналися проти Саляхова.

## 29-й комплекс в 2000-х роках
У травні 2001 року з місць позбавлення волі повернувся Рузаль Асадуллін. Зрозумівши, що лідерство в угрупованні він остаточно втратив, Рузалік вирішив помститися. Це вирішили використовувати Шурин і Єрема. У будинку Гриценка спланували і реалізували план, до якого довго готувалися. Через три місяці автоматним пострілом охоронцем Рузаліка з підвалу будинку був убитий Раміль Валєєв.
А 25 вересня 2001 року своїми ж спільниками з ОЗУ «29-й комплекс» був убитий 20-річний Ян Гордєєв, прихильник Раміля Валєєва, на прізвисько «Рамушкін», який командував молодняком. Убив Гордєєва Сухомлин з бригади «Парасоль», прихильник Рузаліка. Гордєєва шукали по всьому місту і в один момент повз нього проїхав автомобіль, з якого були зроблені постріли з вогнепальної зброї в Гордєєва.
Як показало слідство, Саляхова також прибрали б, але він волів сховатися. Його заарештували в Брянську. Після чого Саляхов призначив «смотрящим» по Набережних Челнах Сергія Андрейченка, який до вбивства Валєєва був наближеним Рамушкіна. Андрейченко виконував доручення Саляхова, який перебував у в'язниці. Але Андрейченко злякався, що його теж уб'ють, і почав співпрацювати з УБОЗ Набережних Челнів. Тим самим отримав постійний статус свідка і не притягується до кримінальної відповідальності. Як і тоді на початку 2000-х, так і зараз Андрейченко вішає свої злочини на інших і проходить по всіх судових процесах свідком, звинувачуючи людей у злочинах, про які Андрейченко знає особисто, маючи до них відношення.
Єременка і Власова, а також супроводжуючого їх кіллера угруповання Олександра Беленка вирахували в Одесі. Власов в останній момент перед затриманням встиг сховатися, а Єременко був заарештований. У 2009 році Власов був заарештований, зараз ведеться слідство.
У 2011 році в Ірпені Київської області спіймали і екстрадували в Росію «праву руку» Рузаліка - Валерія Слободіна на прізвисько «Вана».
У 2012 році екс-глава Росмолодежи, бізнесмен Василь Якеменко прокоментував газеті «БІЗНЕС Online» у своєму Twitter інтерв'ю підприємця Олега Сватка, що вийшло в липневому номері російськомовної версії журналу «Rolling Stone». Сваток, колишній чоловік сестри Якеменка, розповів, що той «разом з бандитами з угруповання «29-й комплекс» відбирав у нього бізнес і ледь не позбавив життя». Якеменко відповів на публікацію: «Хвора людина». Інформація про причетність колишнього федерального чиновника до діяльності угрупування «29-комплекс» вперше з'явилися в 2010 році, коли стало відомо, що він був співзасновником компанії «Акбарс». Сам Якеменко на це говорив, що при реєстрації підприємства був незаконно використаний його паспорт. Потім міркував про майже містичних причини: з дитинства його тягнуло до великовантажних автомобілів, будучи дитиною, він грав тільки в вантажні машини і ось став торгувати КАМАЗами, а партнери в смутні 1990-ті могли бути різні: «Ось цей КАМАЗ, він до мене якось причепився. Я багато чим торгував. Ну, такий час був - 91-й рік. Спочатку я торгував звичайними машинами, запчастинами. У мене був навіть невеликий ковбасний завод. І раптом КАМАЗи. Я навіть не знаю, ось серйозно, як вони прийшли в моє життя. І була партія невелика, я її продав. Ці КАМАЗи ось так пройшли через моє життя, я ними торгував».
У ніч на 2 квітня 2012 року в Києві був затриманий лідер ОЗУ Рузаль Асадуллін на прізвисько «Рузалік», що вже 11 років перебував в міжнародному розшуку. Встановлено, що він переховувався за підробленими документами, його вигадане ім'я - Яніс (уродженець Греції). Асадулліна звинувачують в організації як мінімум 20 вбивств, бандитизмі та викраденні людей. 2 березня 2017 йому дали 24 роки 11 місяців позбавлення волі. Перші 14 років він проведе у в'язниці, а решту терміну - у виправній колонії суворого режиму.

## Слідство і суд
У 2004 році «Двадцять дев'ятому комплексу» прийшов кінець. 33 його найбільш активних члена, за винятком Власова, постали перед судом. Слідством було встановлено, що члени ОЗУ скоїли як мінімум 21 вбивство, але навіть ці вбивства доведені були не всі. В результаті вищу міру покарання - довічне ув'язнення отримав лише Юрій Єременко. Саляхово і кілера Олександра Беленко засудили до 25 років позбавлення волі. Сергій Миронов, головний економіст банди, отримав 18 років. Решта отримали від 6 до 20 років позбавлення волі.
Суд проходив в фіззалі УВС Радянського району Казані, тому що звичайний зал суду просто не міг вмістити всіх.